# NGC 6066
NGC 6066 est une vaste galaxie lenticulaire relativement éloignée et située dans la constellation du Serpent. Sa vitesse par rapport au fond diffus cosmologique est de 10 378 ± 7 km/s, ce qui correspond à une distance de Hubble de 153,1 ± 10,7 Mpc (∼499 millions d'al). NGC 6066 a été découverte par l'astronome américain Lewis Swift en 1887.
À ce jour, une mesure non basée sur le décalage vers le rouge (redshift) donne une distance d'environ 142,000 Mpc (∼463 millions d'al). Cette valeur est à l'intérieur des valeurs de la distance de Hubble.